# Kosmás
Kosmás (grec moderne : Κοσμάς) est une localité située dans le dème de Cynourie-du-Sud, dans le district régional d'Arcadie, dans la périphérie du Péloponnèse, en Grèce.
Selon le recensement de 2021, elle compte 249 habitants.

## Géographie
Kosmás est situé au sud ouest du massif du Parnon à une altitude de 1150 m.

## Histoire
Lors de l'Antiquité, le site s'appelait Sélinonte et un temple d'Apollon y était installé.
La première mention du nom de Kosmás date de 1592 dans une lettre d'un habitant de Monemvasia.
Le village a subi des destructions pendant la Seconde guerre mondiale et la guerre civile de 1946-1949.